# アンツヒヒ
アンツヒヒ（マダガスカル語: Antsohihy）は、マダガスカルの都市。スフィア地域圏の行政府所在地である。スフィア地域圏のアンツヒヒ地域に位置し、7つのフクタン（地区、マダガスカルの最小行政単位）を有する。
2013年の人口は、推定23,000人。